# Emelie Henning
Marie Emelie Henning, född 4 april 1999 i Stockholm, är en svensk alpin skidåkare, som tävlar för Järfälla AK. Hon bor med sin far, Niklas Henning, och yngre syster i Viksjö i Järfälla kommun men studerar på skidgymnasiet i Malung.
Emelie Henning började tävla som tioåring, och hennes discipliner är slalom och storslalom. Hon ingår i Svenska skidförbundets landslag. Landslagsdebuten för Sverige skedde i italienska Folgaria i februari 2015. Första FIS-tävlingen genomfördes i november 2015. Första segern kom i slalom i november 2017. Hon har deltagit i både svenskt juniormästerskap och svenskt mästerskap. I J-SM 2018 kom hon tvåa i storslalom och vann slalom. I SM samma år segrade hon i parallellslalom. Hon deltog även i JVM såväl 2017 i Åre, som 2018, vilket 2017 resulterade i blygsamma placeringar i både slalom och storslalom; 2018 fullföljde hon inte någon av disciplinerna.

### Fotnoter
1. ↑  Alma Yttergren (8 februari 2015). ”Emelie gör som Stenmark” (på svenska). Mitt i Stockholm. Arkiverad från originalet den 26 mars 2018. https://web.archive.org/web/20180326064412/https://mitti.se/sport/emelie-gor-som-stenmark/. Läst 27 mars 2018.
2. ↑  Tomas Stark (22 februari 2017). ”Emelie Henning uttagen till JVM i Åre” (på svenska). Mitt i Stockholm. Arkiverad från originalet den 26 mars 2018. https://web.archive.org/web/20180326064458/https://mitti.se/sport/emelie-henning-uttagen/. Läst 27 mars 2018.